# Macaíba

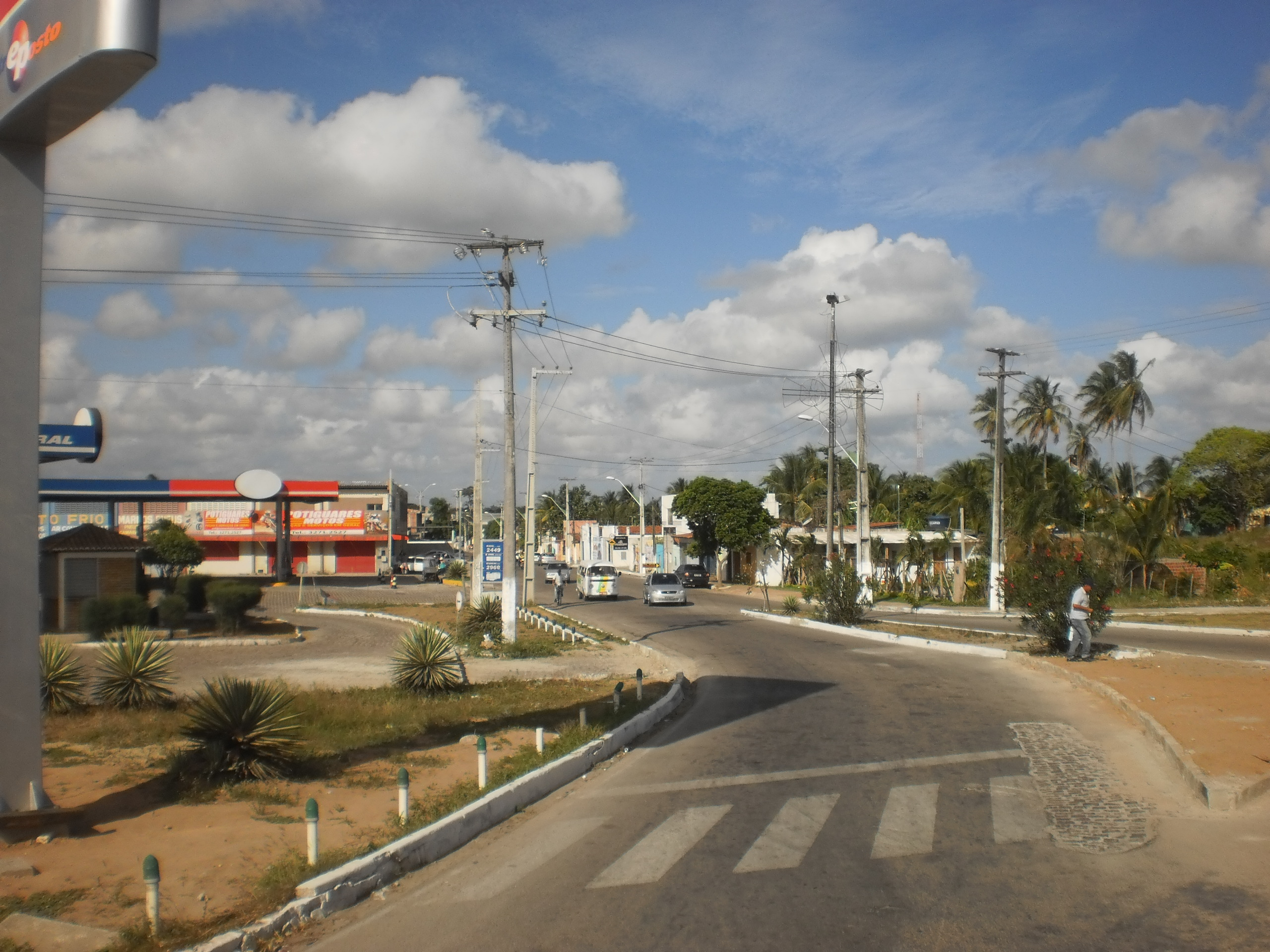
Avenue Jundiaí à l'intersection avec BR-304, à l'entrée de Macaíba - Rio Grande do Norte, Brésil.

Macaíba est une ville brésilienne de l'État du Rio Grande do Norte. Sa population était estimée à 63 333 habitants en 2006. La municipalité s'étend sur 512 km².

## Maires
| Période | Période | Identité             | Étiquette | Qualité |
| ------- | ------- | -------------------- | --------- | ------- |
| 2009    | 2012    | Marília Pereira Dias | PMDB      |         |